# Giro del Lussemburgo 1994
Il Giro del Lussemburgo 1994, cinquantottesima edizione della corsa, si svolse dal 9 al 12 giugno su un percorso di 540 km ripartiti in 5 tappe, con partenza a Lussemburgo e arrivo a Diekirch. Fu vinto dall'olandese Frans Maassen della Wordperfect davanti allo statunitense George Hincapie e allo spagnolo Melchor Mauri.

## Tappe
| Tappa  | Data      | Percorso                                | km  | Vincitore di tappa | Leader cl. generale |
| ------ | --------- | --------------------------------------- | --- | ------------------ | ------------------- |
| 1ª     | 9 giugno  | Lussemburgo > Dippach                   | 0   | George Hincapie    | Peter De Clercq     |
| 2ª     | 10 giugno | Beckerich > Bertrange                   | 177 | Vjačeslav Ekimov   | George Hincapie     |
| 3ª     | 11 giugno | Bettembourg > Foetz                     | 160 | Rob Harmeling      | George Hincapie     |
| 4ª     | 11 giugno | Foetz > Bettembourg (cron. individuale) | 12  | Frans Maassen      | Frans Maassen       |
| 5ª     | 12 giugno | Diekirch > Diekirch                     | 191 | George Hincapie    | Frans Maassen       |
| Totale | Totale    | Totale                                  | 540 |                    |                     |

## Dettagli delle tappe

### 1ª tappa
- 9 giugno: Lussemburgo > Dippach – 0 km

| Pos. | Corridore       | Squadra  | Tempo    |
| ---- | --------------- | -------- | -------- |
| 1    | George Hincapie | Motorola | 4h39'45" |
| 2    | Peter De Clercq | Lotto    | s.t.     |
| 3    | Andreas Kappes  | Trident  | s.t.     |

| Pos. | Corridore       | Squadra | Tempo |
| ---- | --------------- | ------- | ----- |
| 1    | Peter De Clercq | Lotto   |       |

### 2ª tappa
- 10 giugno: Beckerich > Bertrange – 177 km

| Pos. | Corridore        | Squadra     | Tempo    |
| ---- | ---------------- | ----------- | -------- |
| 1    | Vjačeslav Ekimov | Wordperfect | 5h14'52" |
| 2    | George Hincapie  | Motorola    | a 31"    |
| 3    | Frans Maassen    | Wordperfect | s.t.     |

| Pos. | Corridore       | Squadra  | Tempo |
| ---- | --------------- | -------- | ----- |
| 1    | George Hincapie | Motorola |       |

### 3ª tappa
- 11 giugno: Bettembourg > Foetz – 160 km

| Pos. | Corridore               | Squadra       | Tempo    |
| ---- | ----------------------- | ------------- | -------- |
| 1    | Rob Harmeling           | TVM-Bison Kit | 3h57'45" |
| 2    | Olaf Ludwig             | Telekom       | s.t.     |
| 3    | Benjamin Van Itterbeeck | Collstrop     | a 3"     |

| Pos. | Corridore       | Squadra  | Tempo |
| ---- | --------------- | -------- | ----- |
| 1    | George Hincapie | Motorola |       |

### 4ª tappa
- 11 giugno: Foetz > Bettembourg (cron. individuale) – 12 km

| Pos. | Corridore        | Squadra     | Tempo  |
| ---- | ---------------- | ----------- | ------ |
| 1    | Frans Maassen    | Wordperfect | 15'22" |
| 2    | Melchor Mauri    | Banesto     | a 2"   |
| 3    | Arturas Kasputis | Chazal      | a 11"  |

| Pos. | Corridore     | Squadra     | Tempo |
| ---- | ------------- | ----------- | ----- |
| 1    | Frans Maassen | Wordperfect |       |

### 5ª tappa
- 12 giugno: Diekirch > Diekirch – 191 km

| Pos. | Corridore       | Squadra  | Tempo    |
| ---- | --------------- | -------- | -------- |
| 1    | George Hincapie | Motorola | 5h20'14" |
| 2    | Andrei Tchmil   | Lotto    | s.t.     |
| 3    | Alberto Elli    | MG Boys  | s.t.     |

| Pos. | Corridore       | Squadra     | Tempo     |
| ---- | --------------- | ----------- | --------- |
| 1    | Frans Maassen   | Wordperfect | 19h34'41" |
| 2    | George Hincapie | Motorola    | a 7"      |
| 3    | Melchor Mauri   | Banesto     | a 59"     |

## Classifiche finali

### Classifica generale
| Pos. | Corridore        | Squadra                      | Tempo     |
| ---- | ---------------- | ---------------------------- | --------- |
| 1    | Frans Maassen    | Wordperfect                  | 19h34'41" |
| 2    | George Hincapie  | Motorola                     | a 7"      |
| 3    | Melchor Mauri    | Banesto                      | a 59"     |
| 4    | Arturas Kasputis | Chazal-MBK-König             | a 1'07"   |
| 5    | Rolf Järmann     | MG Boys Maglificio-Technogym | a 1'13"   |
| 6    | Aitor Garmendia  | Banesto                      | a 1'15"   |
| 7    | Erik Dekker      | Wordperfect                  | a 1'25"   |
| 8    | Rolf Aldag       | Telekom                      | a 1'26"   |
| 9    | Phil Anderson    | Motorola                     | a 1'37"   |
| 10   | Ángel Casero     | Banesto                      | a 1'45"   |